# Af Donner
af Donner är en svensk släkt som adlades 1772 och som introducerades på Riddarhuset 1777 med nummer 2108.
Släktens stamfar med adelsnamnet Johan Gustaf af Donner (1730–1808), var son till en skånsk kvartermästare Sven Donner. Han gjorde militär karriär som gav honom adelskap 1772, tjänst som överstelöjtnant vid Västerbottens regemente 1779 och titeln överste i armén 1786. Han utnämndes sedan 1789  till landshövding i Västerbottens län, varifrån han tog avsked 1795.
Enligt riddarhusgenealogin, som återges av Anrep, skulle släkten af Donner  härstamma från en tysk adelsätt Donner von Lorckheim som inkommit i Sverige med en ryttmästare under 30-åriga kriget. Denna ätt har inte kunnat identifieras, och ätten med det snarlika namnet Donner von Lorheim hade enligt Elgenstierna utslocknat redan 1570. Elgenstierna anför dock att en Georg Andreas Donner var känd 1662 som inspektor på Lillö kungsgård vid Kristianstad.
Den 31 december 2022 var 17 personer med efternamnet af Donner folkbokförda i Sverige.

## Personer med efternamnet af Donner
- Johan af Donner (född 1952), informationstjänsteman
- Johan Gustaf af Donner (1730–1808), militär och landshövding
- Walter af Donner (född 1968), friidrottare
- Wilhelm af Donner (född 1943), militär